# Opération Brother Sam

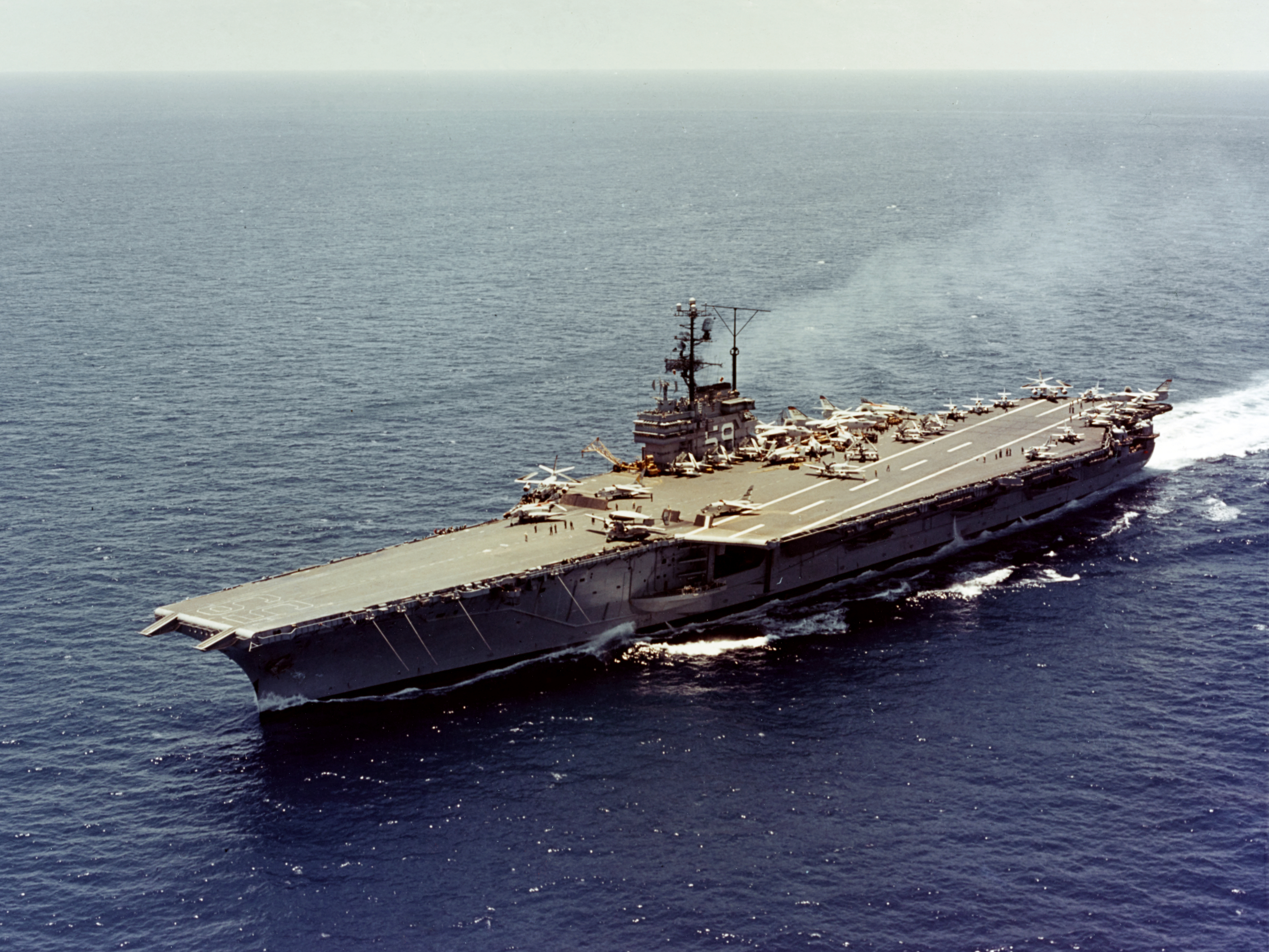
Le porte-avions en 1962

L'opération Brother Sam est une opération de la CIA et de la marine militaire américaine en marge du coup d'État du 31 mars 1964, qui amorça la dictature militaire au Brésil,,.